# Засосов, Иван Иванович
Иван Иванович Засосов (1900, Павлюково, Московская губерния — 28 октября 1941, Куйбышев) — исполняющий обязанности председателя артиллерийского комитета Главного артиллерийского управления РККА.

## Биография
Родился в 1900 году в русской семье в деревне Павлюково Завидовской волости Клинского уезда Московской губернии (ныне — в Конаковском районе Тверской области). Член РКП(б) с 1919, получил высшее образование. Заместитель председателя артиллерийского комитета Главного артиллерийского управления, затем исполняющий обязанности председателя этого комитета. Арестован 5 июля 1941, содержался в Лубянской тюрьме. Осуждён комиссией НКВД и прокурора СССР по обвинению в участии в антисоветском заговоре. Приговорён к расстрелу 17 октября 1941. Приговор приведён в исполнение 28 октября 1941. Реабилитирован посмертно 23 июля 1954 постановлением генерального прокурора СССР.

### Звания
- полковник.

### Адрес
Город Москва, Чистопрудный бульвар, дом 12, корпус 4, квартира 99.